# Universidad Aeronáutica en Querétaro
Universidad Aeronáutica en Querétaro (Antes Universidad  Nacional Aeronáutica en Querétaro) / UNAQ  es una institución pública, creada el 23 de noviembre de 2007; el origen de esta institución se gestó a mediados del año 2005 cuando el Gobierno del Estado de Querétaro, respaldado por el Gobierno Federal, participó en una contienda internacional con el objetivo de atraer el interés de Bombardier Aerospace: empresa de origen canadiense, fabricante de aeronaves ejecutivas.
Lo anterior para que se estableciera en el Estado y, con ello, detonar la atracción de otras compañías que generarían, entre otras cosas, nuevas fuentes de empleo así como desarrollo educativo y tecnológico.
Fue en octubre de 2005 se anunció la llegada de la compañía dando paso a la creación del primer clúster de manufactura aeronáutica en México.